# PGO Scooters
PGO Scooters er et scootermærke, der fremstilles af scooterfabrikanten Motive Power Industry. Mærket stammer fra Dacun i Taiwan, hvor fabrikanten er etableret i 1964.
PGO-mærket omfatter knallerter, motorcykler og ATV'ere.
PGO indgik et teknisk samarbejde med italienske Piaggio (producenten af Vespa), det varede fra 1972 til 1982; det var også gennem dette samarbejde at virksomheden fik sit navn (P iag G i O).
PGO Scooters i USA importeres og distribueres af Genuine Scooters og modellerne kendes som mærkerne Blur, Buddy og Roughhouse. I Canada sælges PGO scooters med PGO-mærket.
PGO scooters er indkøbt i stort antal til den danske postvirksomhed Post Danmark.